# Oskar von Arnstedt
Friedrich Wilhelm Oskar von Arnstedt (* 8. Mai 1840 in Weißewarte, Kreis Stendal; † 1. Oktober 1914 in Brumby (Hohe Börde)) war ein deutscher Verwaltungsjurist in Preußen.

## Leben
Oskar von Arnstedt entstammte dem evangelischen Uradel der Grafschaft Mansfeld und war Herr auf Brumby. 1861 erhielt er  am Gymnasium Stendal das Reifezeugnis. Danach studierte er an der Julius-Maximilians-Universität Würzburg und der Friedrich-Wilhelms-Universität zu Berlin Rechtswissenschaft. Ab 1862 war er Mitglied des Corps Rhenania Würzburg. 1864 bestand er seine Prüfung zum Auskultator beim Appellationsgericht Magdeburg mit „gut“, 1866 beim selben Gericht die Prüfung zum Gerichtsreferendar mit der Bemerkung „vorschriftsmäßig“. 1867 bestand er die Prüfung zum Regierungsreferendar bei der Regierung in Magdeburg mit der Note „bestanden“. 1862 bis 1864 diente er als Einjährig-Freiwilliger beim 2. Garde-Regiment zu Fuß. 1864 erhielt er eine Anstellung als Auskultator beim Appellationsgericht Magdeburg. 1866 wurde er zum Gerichtsreferendar ebenfalls beim Appellationsgericht Magdeburg berufen. 1867 wechselte er als Regierungsreferendar bei der Regierung in Magdeburg. 1871 stieg er dort zum Regierungsassessor auf. 1871 vertrat er den Landrat im Landkreis Neuhaldensleben und wurde dort 1871 zur Landdrostei Stade überwiesen. 1872 mit der Vertretung des Landrats im Kreis Zeitz beauftragt, wurde er 1874 zum Landrat des Kreises ernannt. Er war auch Mitglied im Provinziallandtag der Provinz Sachsen. 1885 wurde er in Magdeburg Oberpräsidialrat der Provinz Sachsen. 1894 wurde er Regierungspräsident im Regierungsbezirk Minden. In gleicher Funktion wurde er 1897 zum Regierungsbezirk Magdeburg versetzt. Als er 1903 auf eigenes Gesuch in den Ruhestand trat, wurde ihm der Charakter Wirklicher Geheimer Oberregierungsrat verliehen.

## Ehrungen
- Roter Adlerorden II. Klasse mit Eichenlaub
- Wirklicher Geheimer Oberregierungsrat